# NordVPN
NordVPN（ノードブイピーエヌ）は、個人向けの仮想プライベートネットワーク (VPN) サービスプロバイダである。Windows、macOS、Linux用のデスクトップアプリケーション、Android、iOS用のモバイルアプリケーション、Android TV用のアプリケーションがあり、手動セットアップで無線ルーター、NASデバイスなどにも対応可能。NordVPNは強制的なデータ保持法がないパナマに拠点を置いている。

## 歴史
NordVPNは公式サイトに記載されている通り、2012年に「4人の幼なじみ」によって設立された。2016年5月下旬にはAndroidアプリをローンチし、続いて同年6月にはiOSアプリを発表。2017年10月にはGoogle Chromeのブラウザ拡張機能をローンチした。その翌年2018年6月には、Android TV用アプリのサービスを開始。2019年10月時点で、NordVPNは62カ国で5,200台以上のサーバーを運用している。
2019年3月、NordVPNはロシア当局から、ロシアのNordVPNユーザーが検閲を回避することを防ぐために、同国のブラックリストに掲載されたサイトのブロッキングを開始するよう命じられたと報じられている。NordVPNは1カ月の間にその要求に従うか、さもなければロシア当局からブロックされるかの決断をすることを迫られたが、ロシア当局の要求に従うことを拒否し、4月1日にロシアのサーバーを停止した。その結果、NordVPNは現在もロシアで運用されているが、ロシアのユーザーはローカルサーバーにアクセスできなくなっている。
2019年9月、NordVPNはビジネス向けのVPNサービス「NordVPN Teams」を発表した。これは、仕事のリソースに安全にアクセスする必要がある中小企業や、リモートチーム、フリーランスを対象としたサービスである。
2019年12月、NordVPNは新たに結成された「VPN Trust Initiative」の創設チーム5社のうちの1社となり、オンラインセキュリティだけでなく、VPN業界の自主規制と透明性を高めることを約束した。
2022年2月、NordVPNはSurfsharkと合併することを発表した。

## 特長
NordVPNは全てのユーザーのインターネットトラフィックを、サービスによって実行されるリモートサーバーを経由してルーティングし、IPアドレスを隠して全ての送受信データを暗号化する。この暗号化には、OpenVPNとインターネットキー交換 v2/IPsec技術がアプリケーションに採用されている。一般的なVPNサーバーの他に、プロバイダはP2P共有、二重暗号化、Tor匿名ネットワークへの接続など、特定の目的のためのサーバーを提供している。
以前、NordVPNはルーターにL2TP/IPSecとポイント・ツー・ポイント・トンネリングプロトコル (PPTP) 接続を使用していたが、これらの大部分が時代遅れで安全ではなかったため、後に取り除かれた。
NordVPNには、Windows、macOS、Linux用のデスクトップアプリケーションと、AndroidとiOS用のモバイルアプリ、Android TV用のアプリがある。登録者はChromeとFirefoxブラウザ用の暗号化されたプロキシ拡張機能にもアクセスでき、またひとつのアカウントで最大6台のデバイスを同時に接続することができる。
2018年11月、NordVPNはプライスウォーターハウスクーパース社の監査でノーログポリシーが検証されたと発表した。
2019年7月、NordVPNは実験的なWireGuardプロトコルをベースにした新しいVPNツール「NordLynx」をリリースし、IPsecやOpenVPNのトンネリングプロトコルよりも優れたパフォーマンスを目指している。NordLynxはLinuxユーザーが利用できるもので、ワイアードUKが実施したテストによると、「条件により数百MB/sの速度ブーストが可能」だという。
2020年4月、NordVPNはすべてのプラットフォームにWireGuardベースのNordLynxプロトコルを段階的に導入することを発表した。この広範囲な実装に先立ち、合計25万6,886回のテストが行われ、9つの異なるプロバイダ、19カ所の都市、8カ国で47台の仮想マシンが使用された。テストでは、OpenVPNとIKEv2の両方よりも速い平均ダウンロード速度とアップロード速度が示された。

## 評価
2019年2月の『PC Magazine』によるレビューでは、NordVPNは価格が高いと指摘されたものの、その強力なセキュリティ機能と「巨大なサーバーネットワーク」が称賛された。2019年3月のCNETによるレビューでは、NordVPNの6台の同時接続と専用IPオプションが好意的に評価されている。2019年10月に『Tom's Guide』が公開した肯定的なレビューでは、「NordVPNの利用料は手頃な価格で、筋金入りのVPNヘビーユーザーでさえ優れていると感じる機能をすべて提供している」と結論付けている。また、同社の利用規約には管轄国について言及していないことに対しても触れ、同社の所有権についてより透明性を高められるのではとも指摘した。同社はその後利用規約を更新し、管轄国はパナマであると明らかにした。『TechRadar』は、中国のグレートファイアウォールを含む国家レベルのインターネット検閲を回避するためにNordVPNを推奨している。